# Anna Beniszowa
Anna Beniszowa z Szafran-Początków (ur. 12 maja 1894 w Tychach, zm. 24 października 1975 w Nowym Sączu) – polska działaczka społeczna, posłanka na Polski Sejm Dzielnicowy, uczestniczka powstań śląskich, działaczka plebiscytowa, radna miasta Tychy (jedyna kobieta w międzywojniu w tej roli), działaczka Polskiego Czerwonego Krzyża.

## Życiorys
Pochodziła z ziemiańskiej rodziny, jej rodzicami byli Emanuel Szafran-Początek i Regina de domo Radrańska. Uczęszczała do żeńskiej szkoły średniej w klasztorze boromeuszek w Mikołowie, w której propagowała wśród uczennic idee polskości. Uczyła się też gry na fortepianie i skrzypcach. Po ukończeniu szkoły Anna Szafran-Początek wraz z matką i rodzeństwem zajmowała się prowadzeniem majątku. W czasie I wojny światowej w domu Szafran-Początków urządzano polskie wieczory przy muzyce i śpiewie oraz omawiano sprawy polityczne. Jej dom rodzinny był miejscem spotkań inteligencji polskiej, do gości należeli Władysław Seyda, Wojciech Korfanty czy Marian Różański.
W 1918 została wybrana przez komitet pod przewodnictwem Pawła Pośpiecha i Janiny Omańkowskiej na przedstawicielkę powiatu bytomskiego w Polskim Sejmie Dzielnicowym w Poznaniu. Podczas obrad sejmu uczestniczyła w sekcji szkolnej. Występowała tam jako Anna Świątek albo Anna Świątkówna. Krótko po powrocie założyła w Tychach Towarzystwo Polek – patriotyczną organizację zrzeszoną w Związku Towarzystw Polek, którego została przewodniczącą. W 1919 do tyskiego koła należało 200 kobiet. Organizowała pracę towarzystwa, wygłaszała referaty o Polsce, zapraszała gości spoza miasta, urządzała zabawy i przedstawienia. Udzielała się także w lokalnym oddziale Polskiego Towarzystwa Gimnastycznego „Sokół” oraz w chórze „Harmonia”. Była członkinią zarządów tych organizacji.
Wiosną 1919 wstąpiła do Polskiej Organizacji Wojskowej Górnego Śląska. Uczestniczyła we wszystkich powstaniach śląskich. Działała jako łączniczka i sanitariuszka(była delegatką Polskiego Czerwonego Krzyża na Tychy i okolicę). Zajmowała się spisywaniem przestępstw popełnionych przez Niemców wobec Polaków i niesieniem pomocy ludności po I powstaniu śląskim. Jej dom rodzinny kilkukrotnie został zrewidowany przez uzbrojonych przedstawicieli strony niemieckiej. Po I powstaniu trafiła do aresztu. W 1919 przez kilka miesięcy kierowała delegaturą PCK w powiecie pszczyńskim. Delegaturę PCK w Tychach prowadziła do momentu likwidacji PCK po III powstaniu śląskim. W czasie tegoż powstania wraz z członkiniami Towarzystwa Polek w Tychach organizowała pomoc żywnościową dla powstańców i dla lecznicy sióstr elżbietanek w szkole ludowej, zbierała fundusze dla poszkodowanych.
W wyniku wyborów komunalnych w 1919 została radną w Tychach, została także członkinią tamtejszej komisji plebiscytowej. Ze względu na agitację na łamach lokalnej prasy, w której m.in. opisywała dwulicowość miejscowego kleru, który stawał po stronie niemieckiej, niemiecka prasa nadała jej tytuł „Róży Luxemburg nr 2”. Dbała o obsadzanie urzędów Polakami zamiast Niemców.
Po zamążpójściu zaprzestała działalności społecznej, złożyła także mandat radnej. Zamieszkała z mężem Adamem Beniszem, za którego wyszła w 1921, w Warszawie, a potem w Katowicach. Mieli córkę Danutę (1922–2000), filolożkę, oraz syna Lucjana (1925–1976), filologa.
W czasie II wojny światowej mieszkała w Kielcach i Katowicach. Włączyła się w pomoc więźniom obozów koncentracyjnych Auschwitz-Birkenau i Groß-Rosen. 
W 1945 zamieszkała w Tychach, zaś w 1958, po powrocie męża z Wielkiej Brytanii, przeprowadzili się do Katowic. W 1948 przenieśli się do Nowego Sącza.
Pochowano ją na Cmentarzu Komunalnym w Nowym Sączu (kwatera 9).

## Odznaczenia
Została uhonorowana Medalem Niepodległości, natomiast po wojnie dostała Krzyż Kawalerski Orderu Odrodzenia Polski.

## Upamiętnienie
W 2020 była jedną z postaci opisanych w komiksie Patriotki ze Śląska. Historia polskiego ruchu kobiecego na Górnym Śląsku Aliny Bednarz i Marty Dąbrowskiej-Okrasko.

## Spuścizna
W 2010 wydano jej pamiętnik pt. Nie przegrałam życia: pamiętnik Ślązaczki Anny Benisz.